# Хмара Степан Ількович
Степа́н І́лькович Хма́ра (нар. 12 жовтня 1937, село Боб'ятин, Сокальський повіт, Львівське воєводство, Польська Республіка, нині Шептицький район, Львівська область, Україна — 21 лютого 2024, Київ, Україна) — борець за незалежність України у XX столітті, український політик, правозахисник, лікар, дисидент у період перебудови, довголітній політв'язень радянських концтаборів, народний депутат України І, II та IV скликань.
Герой України (2006). Кавалер ордена Свободи (2008) та князя Ярослава Мудрого V ступеня (2007). Голова Всеукраїнського комітету захисту політв'язнів з 2001 року. Почесний громадянин Тернополя (1991). Почесний член громадської організації «Українське юридичне товариство».

## Життєпис
Народився 12 жовтня 1937 року в селі Боб'ятин Сокальського повіту Львівського воєводства Польщі (нині Шептицький район Львівської області України) у селянській родині.
У 1964 році закінчив Львівський державний медичний інститут, лікар-стоматолог.

### Дисидентство
З 1964 року — лікар-стоматолог в смт Гірник Червоноградської міської ради Львівської області. Бере участь у дисидентському русі. Розповсюджує самвидав та іншу заборонену літературу. У 1960-х роках вперше в Україні переклав працю Сахарова «Роздуми про мир, інтелектуальну свободу та прогрес». Після масових арештів опозиційної української інтелігенції, вслід за ув'язненим В'ячеславом Чорноволом, продовжує видавати підпільно «Український вісник». У 1974 році з 35 років в рамках забороненого в СРСР «Українського вісника» виходять його праці «Етноцид українців в СРСР» та «Генеральний погром», які перевидавалися багатьма європейськими мовами. У 1975-му році Хмару вперше затримали, але незабаром відпустили на свободу через відсутність доказів по факту злочину та причетності до антирадянської пропаганди. Справу закрили, а Степана випустили на свободу. Докази його «української націоналістичної діяльності» були зібрані лише до 1980 року, саме тоді за політичну та правозахисну діяльність у 1980 році був заарештований КДБ, звинувачений за статтею «антирадянська пропаганда» та засуджений до 7 років ув'язнення в таборах суворого режиму та 5 років заслання. Покарання відбував у таборах для політв'язнів № 35, 36 на Уралі. За нескорену позицію, не припинивши дисидентську діяльність, не зламавшись та не зрадивши своїх ідей і там, у таборах відсидів 306 діб карцеру. Тоді як мало кому вдавалося пробути в карцері навіть тиждень, щоб вийти звідти при здоровому глузді і не відмовившись від своїх ідей. Також неодноразово або, як пізніше розповів сам Степан Ількович, практично постійно він влаштовував голодування в ім'я несправедливо переслідуваного українського народу.
У 1987 році Степан Хмара вийшов на свободу у віці 50 років та повернувся в Україну, де став одним із керівників Української гельсінської спілки, що виступала в ролі політичної опозиції комуністичному режиму, а опісля її перетворення на Республіканську партію з квітня 1990 року — заступником голови партії. У тому ж році на виборах до Верховної Ради у 1990 був обраний народним депутатом українського парламенту, набравши 63.61 % голосів по Індустріальному виборчому округу № 261 Львівської області.
4 жовтня 1989 року у Львові створено міський страйковий комітет, до якого увійшли представники понад 50 заводських страйкомів і страйкомів закладів та установ і громадських організацій. Головою обрано Віктора Фурманова, заступником Степана Хмару.
У жовтні 1990 року підтримав «Студентську революцію на граніті». На відміну від більшості керівників «Народної Ради» і «Народного руху України», які злякалися студентської вимоги перевиборів Верховної Ради, повністю підтримав студентських активістів, прийшов в табір голодуючих, і з кількома своїми соратниками-депутатами, зокрема Віктором Бедем, Яковом Зайком, Федором Свідерським, Володимиром Колінцем, Левком Горохівським, Богданом Ребриком, Олександром Гудимою оголосили голодування на знак підтримки студентів.
7 листопада 1990 року, коли активісти Української Студентської Спілки виступили проти останнього радянського військового параду, Степан Хмара вийшов на одиночний пікет на знак протесту проти військового параду. Проти С. Хмари була влаштована провокація, і він був взятий під варту за звинуваченням в нападі на співробітника правоохоронних органів. Ця справа отримала широкий суспільний резонанс, ставши відомою як «справа Хмари». Випущений на свободу лише в квітні 1991 року, зокрема, завдячуючи парламентському незалежному розслідуванню його побратима Віктора Бедя, народного депутата України, одного із його адвокатів по кримінальній справі, який доказово довів, що при ухваленні постанови Верховної Ради України про надання згоди на арешт Степана Хмари був відсутній належний кворум, що призвело скасування цієї постанови. Після цього Степан Хмара продовжує свою діяльність і підпільно випускає заборонений владою «Український вісник».

### Політична діяльність
Після відновлення незалежності України Степан Хмара ще двічі обирався народним депутатом. Продовжував вести боротьбу за безневинно засуджених українців і політичних в'язнів.
У травні 1992 року на III з'їзді УРП вийшов з партії через незгоду з її політикою. У червні 1992 року на конференції радикального крила УРП, яка стала Установчим з'їздом Української консервативної республіканської партії (УКРП), обраний головою партії. Голова УКРП з червня 1992 року по грудень 2001 року.
Народний депутат України 1-го скликання з березня 1990 року до квітня 1994 року від Індустріального виборчого округу № 261 Львівської області. Входив до Народної Ради.
Народний депутат України 2-го скликання з березня 1994 року до квітня 1998 року Львівської області, висунутий виборцями. На час виборів: член Комісії ВРУ з питань державного суверенітету, міжреспубліканських і міжнаціональних відносин, член УКРП. Член Комітету з питань оборони і державної безпеки.
Народний депутат України 4-го скликання з квітня 2002 року до квітня 2006 року від Блоку Юлії Тимошенко, № 10 в списку. На час виборів: пенсіонер, член ВО «Батьківщина». Член фракції БЮТ з травня 2002 по березень 2005, член фракції УНП з березня 2005 року. Голова підкомітету з питань законодавства про статус народного депутата України Комітету з питань Регламенту, депутатської етики та організації роботи ВР України з червня 2002, член Спеціальної контрольної комісії з питань приватизації з червня 2002.
16 березня 2005 року вийшов з фракції «Батьківщина». У парламентських виборах 26 березня 2006 року брав участь за списком Українського народного блоку Костенка і Плюща, № 13 в списку. Вибори блок програв.

### Громадянська позиція
Активний учасник Помаранчевої революції 2004 року, підтримував Віктора Ющенка.
30 жовтня 2015 Степан Хмара оголосив голодування на підтримку політв'язнів. Ось що заявляв Степан Хмара перед голодуванням:
| "Я голодував у своєму житті десятки разів, у 1991 році - більше місяця, а в Пермських концтаборах радянського режиму - майже постійно, всі вісім років. Всі ці голодування не були для мене проблемою, тому що я знав: це чужа держава, і комуністичний нелюдський режим змушує мене йти на ці акції непокори, а морально я почувався чудово, на висоті. Завтра, 30 жовтня, я теж буду голодувати разом з політв'язнями Лук'янівського СІЗО, і це голодування буде, мабуть, найважчим в моєму житті, важким морально. Тому що ніколи, навіть у страшному сні, не міг я собі уявити, що в моїй Незалежній Україні, у 21 столітті, будуть сотні політв'язнів, патріотів і героїв війни!" |
5 грудня 2019 року з трибуни Верховної Ради України назвав чинну владу «шпаною ліквідаторів», якій чужі поняття патріотизму, сумління та віри й закликав українців зібратися під парламентом і викинути геть цю владу:
| «Їх нічого не пов'язує з Україною. Перекоти-поле, яке не має коренів, у них лише гроші, тому вони брешуть, брешуть і ще раз брешуть. Давайте не допустимо, вся наша українська аудиторія. Як тільки вони спробують проголосувати в другому читанні, ми повинні всі українці, хто має совість і відповідальність, прийти сюди і просто ось цю падаль, покидьків викинути. Бо аргументів вони не знають, переконувати це приниження, і даремна трата часу[8].» |
Хмара виступав із критикою всіх президентів України, від Леоніда Кравчука до Володимира Зеленського. Одним із найбільш ємних і яскравих виступів із критикою влади став виступ Хмари на Майдані Незалежності в Києві в розпал проведення АТО, сильніше за всіх критикував Петра Порошенка.

Могила Степана Хмари, Байкове кладовище

28 липня 2022 року Хмара разом із Дмитром Ярошем, Віталієм Кличком та іншими 129 громадськими та політичними діячами написав відкритий лист президенту України Володимиру Зеленському з закликом повернути Геннадію Корбану українське громадянство.

### Смерть
У вересні 2023 року лікувався у Відні, у лютому 2024 року проходив хіміотерапію від агресивної онкології.
Помер 21 лютого 2024 року у віці 86 років у київській лікарні. 25 лютого 2024 року відбулися прощання в Консерваторії та на Майдані Незалежності, відспівування в Церкві Святого Миколая УГКЦ на Аскольдовій могилі та поховання на Байковому кладовищі (ділянка № 49б, 50°25′2.64″ пн. ш. 30°30′4.99″ сх. д. / 50.4174000° пн. ш. 30.5013861° сх. д.).

## Контроверсії
Узяв на поруки комбата «Торнадо» Руслана Онищенка.

## Особисте життя
Був двічі одружений. Перша дружина Галина (пом. 2000). Була соратницею Степана Хмари під час його підпільної діяльності із видавництва часопису «Український вісник», випуски ## 7 і 8 у1970-х роках. Після арешту Степана Хмари за звинуваченнями і засудженням за буржуазний націоналізм та антирадянську агітацію і пропаганду не зреклася чоловіка, продовжувала підтримувати його під час слідства і семи років ув'язнення. Передплачувала йому періодику, надсилала передачі і їздила, із малолітніми дітьми, на Урал для побачення в концтаборі (двічі Хмара був позбавлений права бачитися із рідними після їх приїзду на Урал до концтабору (із трьох спроб побачення з чоловіком отримала лише раз). Після звільнення Степана Хмари у 1987-му році внаслідок тиску Заходу на режим Горбачова щодо звільнення політв'язнів (заслання було знято), і повернення в Україну, продовжувала підтримувати чоловіка в його боротьбі за відродження незалежності та депутатської діяльності в Львівській Обласній та Верховній Раді України першого скликання. Друга дружина Роксолана Хмара (нар. 1967 або 1968), син Тарас (нар. 2002).
Від першого шлюбу двоє дітей: син Роман (нар. 1967), донька Соломія (нар. 1973) і п'ятеро внучок: Ярина (нар. 1993), Моряна (нар. 1995), Софія і Дарина (нар. 2005), Катерина (нар. 2010).

## Нагороди
- 19 серпня 2006 року указом Президента України Віктора Ющенка присвоєне звання Герой України з врученням ордена Держави — за визначні особисті заслуги у боротьбі за відродження незалежності української державності, відданість ідеалам свободи і демократії.[24]
- Орден Свободи (25 листопада 2008) — за громадянську мужність, самовідданість у боротьбі за утвердження ідеалів демократії та з нагоди Дня Свободи[25].
- Орден князя Ярослава Мудрого V ступеня (11 жовтня 2007) — за безкомпромісність і твердість волі у виборюванні незалежності України та з нагоди 70-річчя від дня народження[26].

## Вшанування пам'яті
- У місті Гірському Луганської області з 21 грудня 2023 року існує вулиця Степана Хмари[27][28][29].
- У селі Копачівці Хмельницької області вулицю Першотравневу перейменовано на вулицю Степана Хмари.
- У місті Червонограді Львівської області вулицю Короленка перейменовано на вулицю Степана Хмари[30].
- У місті Балті Одеської області вулицю 40 років Перемоги перейменували на вулицю Степана Хмари[31].
- У селищі Великодолинському на Одещині з'явилася вулиця на честь Степана Хмари[32].